# Mille (rivière)
Pour les articles homonymes, voir Mille.
La rivière Mille, est un cours d'eau d'Éthiopie prenant sa source dans les plateaux d'Éthiopie, coulant dans les zones éthiopiennes du Semien Wollo et du Debub Wollo et se jetant dans la rivière Awash. 
Le cours d'eau Mille traverse la formation géologique de l'Hadar dans laquelle fut découvert en l'an 2000, le fossile de l'hominidé Selam.
La rivière Mille a donné son nom à la subdivision administrative woreda de Mille. 